# Караимская улица (Луцк)
Караимская улица (укр. Вулиця Караїмська) — одна из самых протяжённых улиц историко-культурного заповедника Луцка, протянувшаяся с севера на юг через весь «Старый город» от улицы Иова Кондзелевича, параллельно (западнее) улице Даниилы Галицкого, до пересечения с её поворотом у Большой хоральной синагоги.
Исторически связана с местом компактного проживания караимов.

## История

### Улица

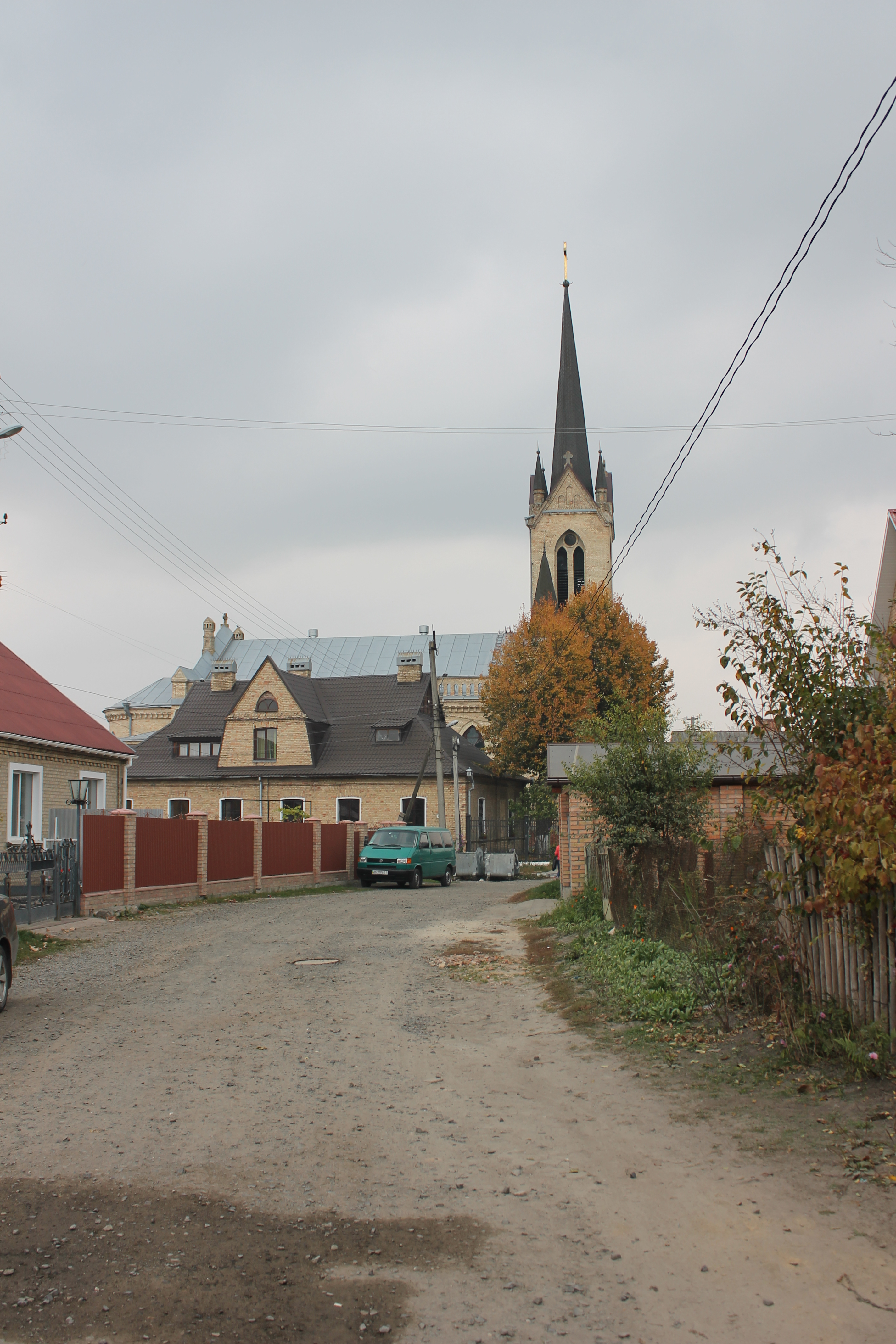
Начало исторической Караимской улицы у Лютеранской кирхи

Нынешняя Караимская раньше представляла собой две улицы — Бонифратскую на севере и собственно Караимскую на юге, пересекавшие по прямой с запада весь исторический остров, на котором формировался город.
Обе эти улицы сформировались в соответствующих зонах расселения.
В первой проживали православные и католики (бонифратры), во второй — евреи и караимы.

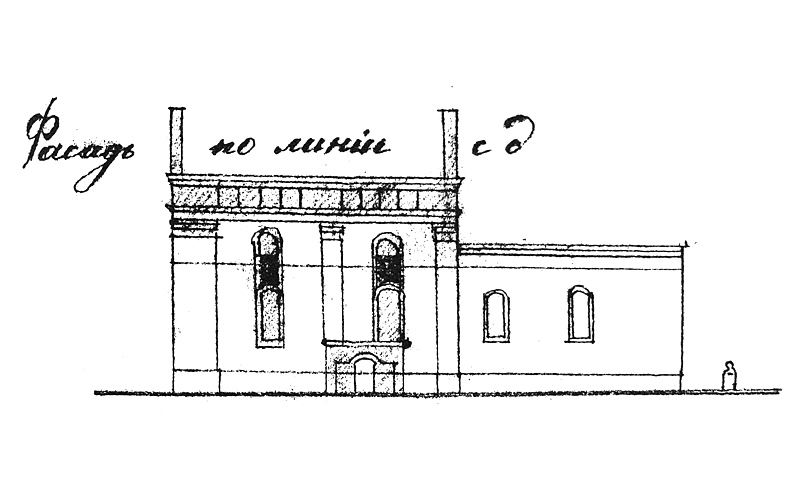
Костёл Святого Якуба

Бонифратская улица получила своё название, по всей видимости, из-за расположенного c середине XVII века у неё первой луцкой резиденции бонифратров — Костёла Святого Якуба, который после пожара 1845 года упал и впоследствии был разобран.
В XIX—XX веках погост храма застроен жилыми домами на нынешней улице Русской.
Караимская же улица стала так называться из-за компактного поселения в этом районе караимов начиная с XV века.
На пересечении Бонифратской с Армянской (ныне Галшки Гулевичивны) и Караимской с Кафедральной располагались две площади, где разместились рынки для торговли зерном и скотом, под названием соответственно Ржаной (Хлебный) и Конный.
Причём торговля лошадьми на Караимской площади продолжалась до 1940-х годов, где для этого ещё в начале XX века был устроен артезианский колодец.
Караимская площадь с Конным рынком как раз и разделяла две улицы.
После того, как на пересечении Караимской и Кафедральной на руинах кармелитского монастыря построили протестантскую кирху, Кафедральная площадь превратилась в обычный перекрёсток.
Объединение двух улиц в одну произошло в 1920 году под названием Караимская.
После Второй мировой войны в 1944 году улицу переименовали в честь советского партийного деятеля, «всесоюзного старосты» Михаила Калинина.
В 1991 году улице вернули прежнее название — Караимская.

### Караимы

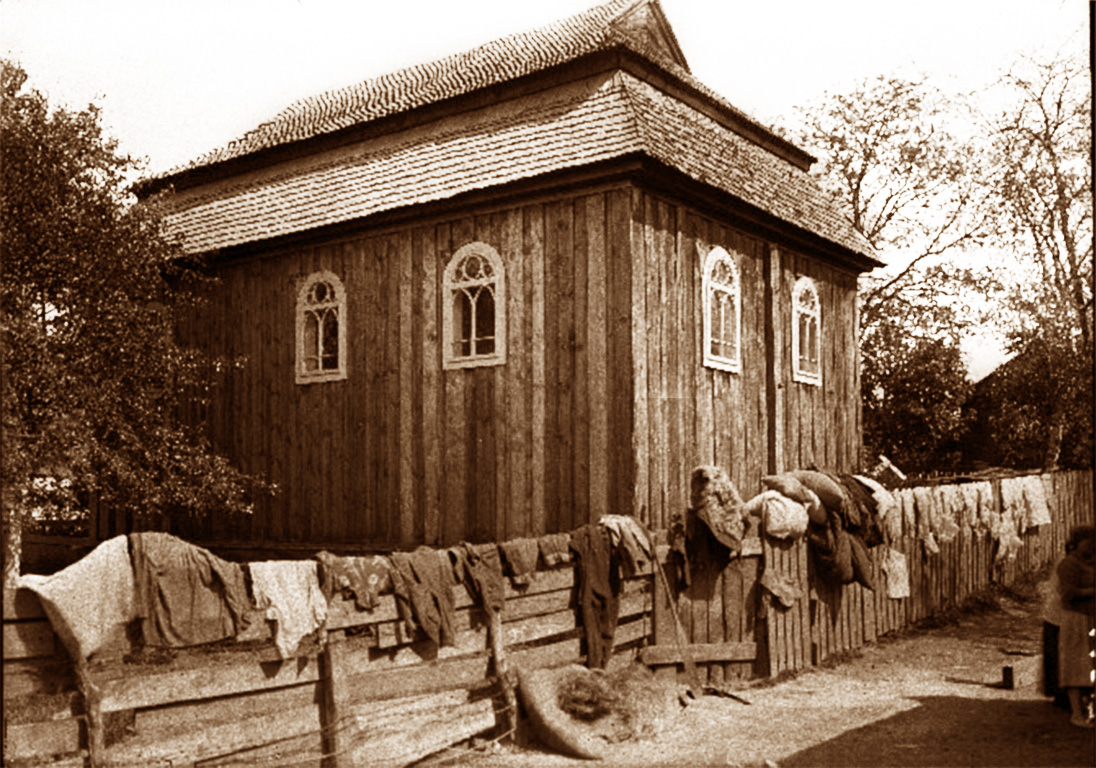
Караимская кенасса в Луцке

Караимская улица в Луцке является частью истории караимского народа.
Немногочисленная этническая группа караимов, происходящая от тюркоязычных последователей караимизма в Восточной Европе с давних времён проживала в Крыму.
Согласно караимской традиции, в 1392 году литовский князь Витовт вывел 383 караимские семьи из Крыма в Великое княжество Литовское (в Тракай).
Однако эта легенда ставится под сомнение.
Предполагается, что в действительности, общины в Луцке возникли несколько позже.
Так, первое упоминание о караимах в Луцке относится примерно к 1450 году, община, по-видимому, возникла за несколько десятилетий до этого.
Тем не менее, значительная часть караимов в начале второго тысячелетия поселилась в Луцке, как раз в районе будущей Караимской улицы.
Начиная с XVIII века над Стыром в районе дома 24 по Караимской улице стояла деревянная Караимская кенасса, являющаяся самой древней на территории Украины.
Это небольшое прямоугольное в плане здание с арковидными окнами и крыльцом, крытым четырёхскатной крышей с заломом.
В начале XX века жизнь караимов Луцка была достаточно активной.
В 1914 году в Луцке вышел единственный номер общественного, историко-литературного и научного ежемесячника «Сабах» (на русском языке), редакция которого находилась на улице Караимской в доме Алекс. Фирковича.
В 1931—1938 годах караимская община в Луцке насчитывала 80 человек.
Дважды в год они издавали летопись на караимском языке латиницей «Karaj Awazy» («Карай авазы» — «Голос караима»).
Из луцких караимов происходили Йосеф-Шеломо Луцкий, который написал «Тират Косеф», караимский филолог Мордехай бен Йосеф Султанский, археолог Авраам Фиркович, писатель и поэт, издатель журнала «Karaj Awazy» Александр Мардкович, писатель и общественный деятель Сергей Рудковский и другие.
К середине 1940-х годов караимская община в Луцке почти исчезла.
После окончания Второй мировой войны караимы Луцка, как бывшие польские граждане, воспользовались своим правом на репатриацию, большинство из них выехало в Польшу.
В 1972 году в результате случайного пожара сгорела луцкая кенасса.
В советские времена караимы ассимилировались с местным населением.
Последний луцкий караим С. Ишвович умер в начале 1990-х годов, дожив до глубокой старости
К началу XXI века в Луцке не осталось ни одного караима.
Тем не менее, представители караимов из других стран регулярно посещают исторические для своего народа места.

## Достопримечательности
На улице находится несколько домов оригинальной застройки — памятников архитектуры, строение церковно-приходской школы начала XX века, дом пастора 1906—1907 годов.
На бывшую Караимскую площадь выходит фасад Лютеранской кирхи.
Заканчивается же улица напротив Большой хоральной синагоги.

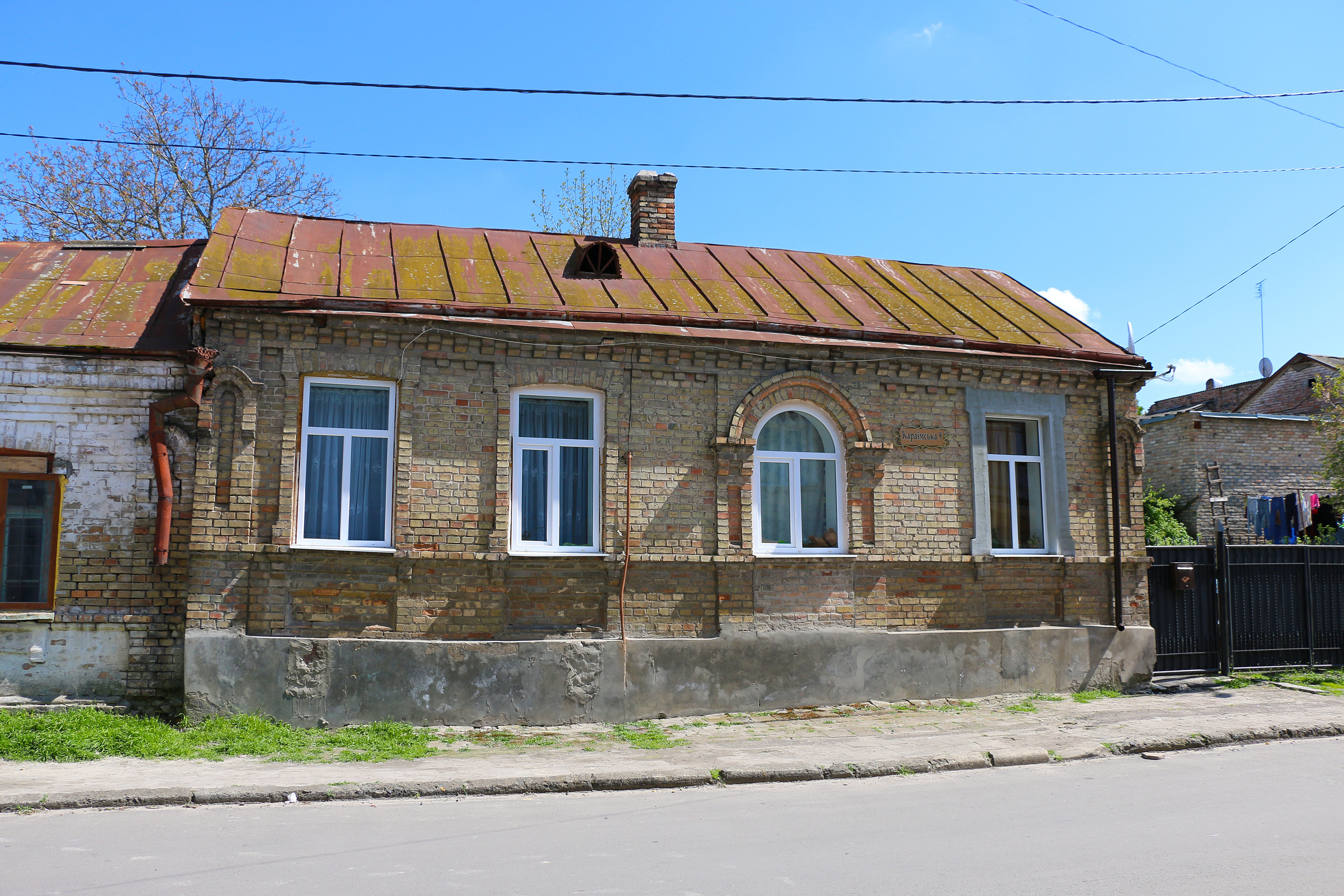
Памятник архитектуры — Кирпичный жилой дом по Караимской улице, 9 (другие изображения).
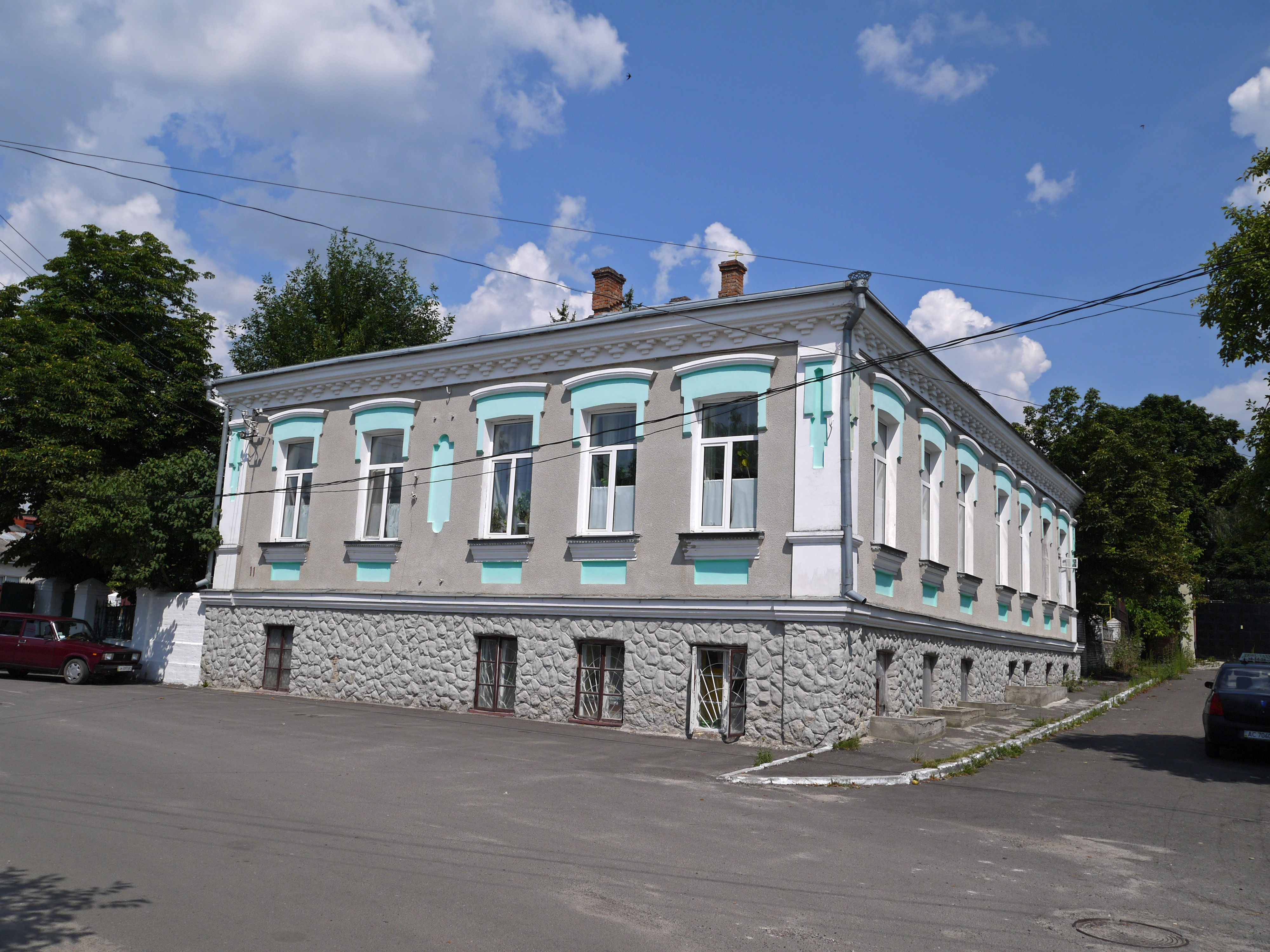
Церковно-приходская школа по адресу Караимская, 11 (другие изображения).
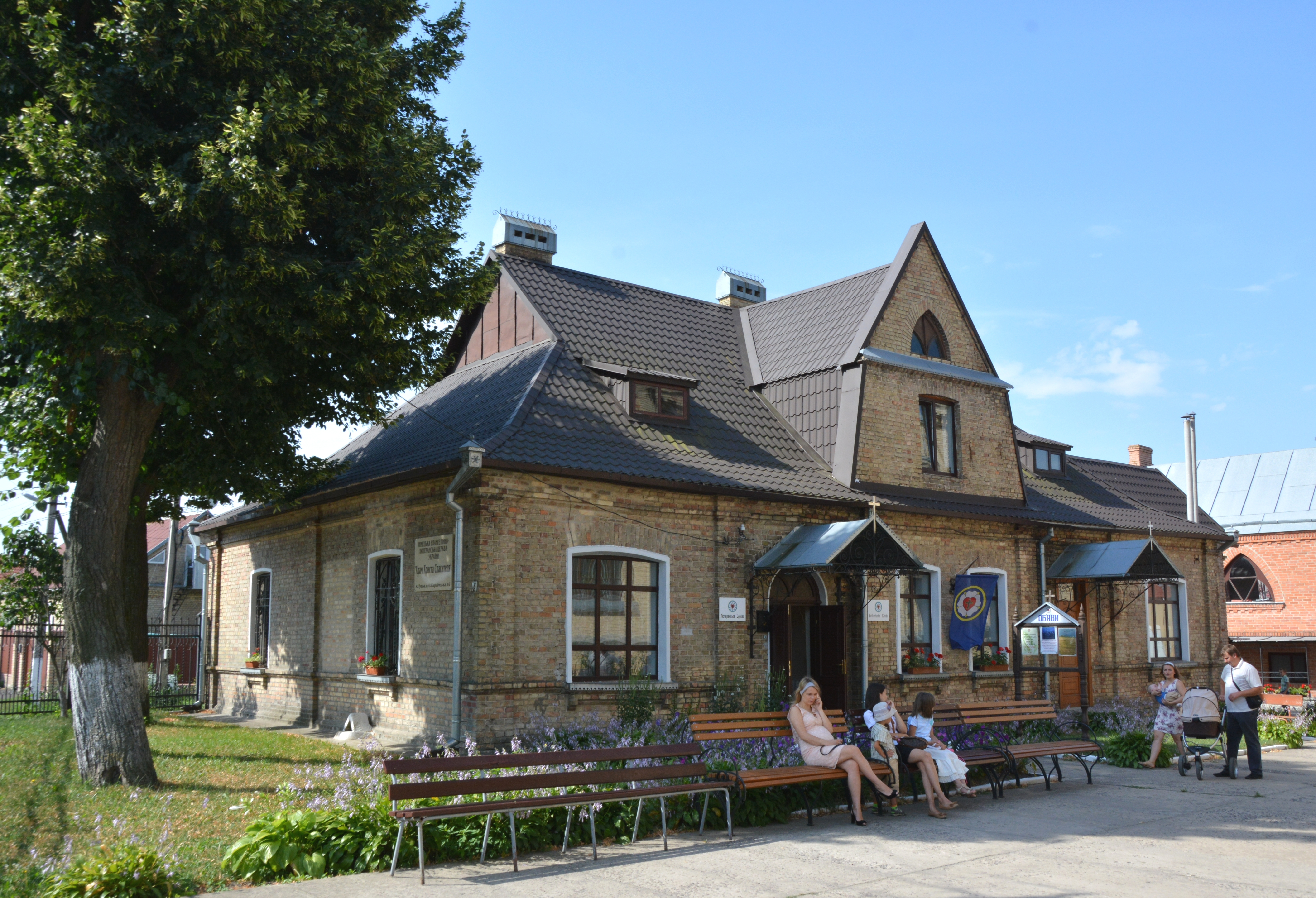
«Дом пастора» по адресу Караимская, 16 (другие изображения).
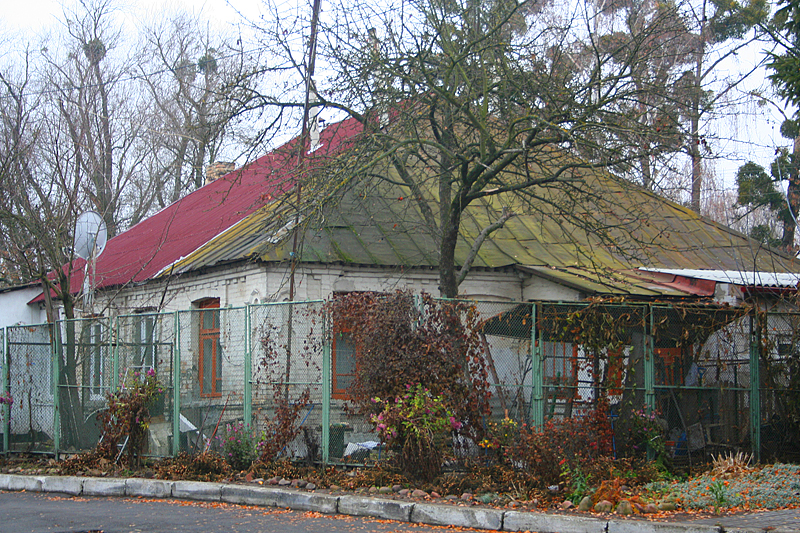
Здание одной из бывших синагог на Караимской.
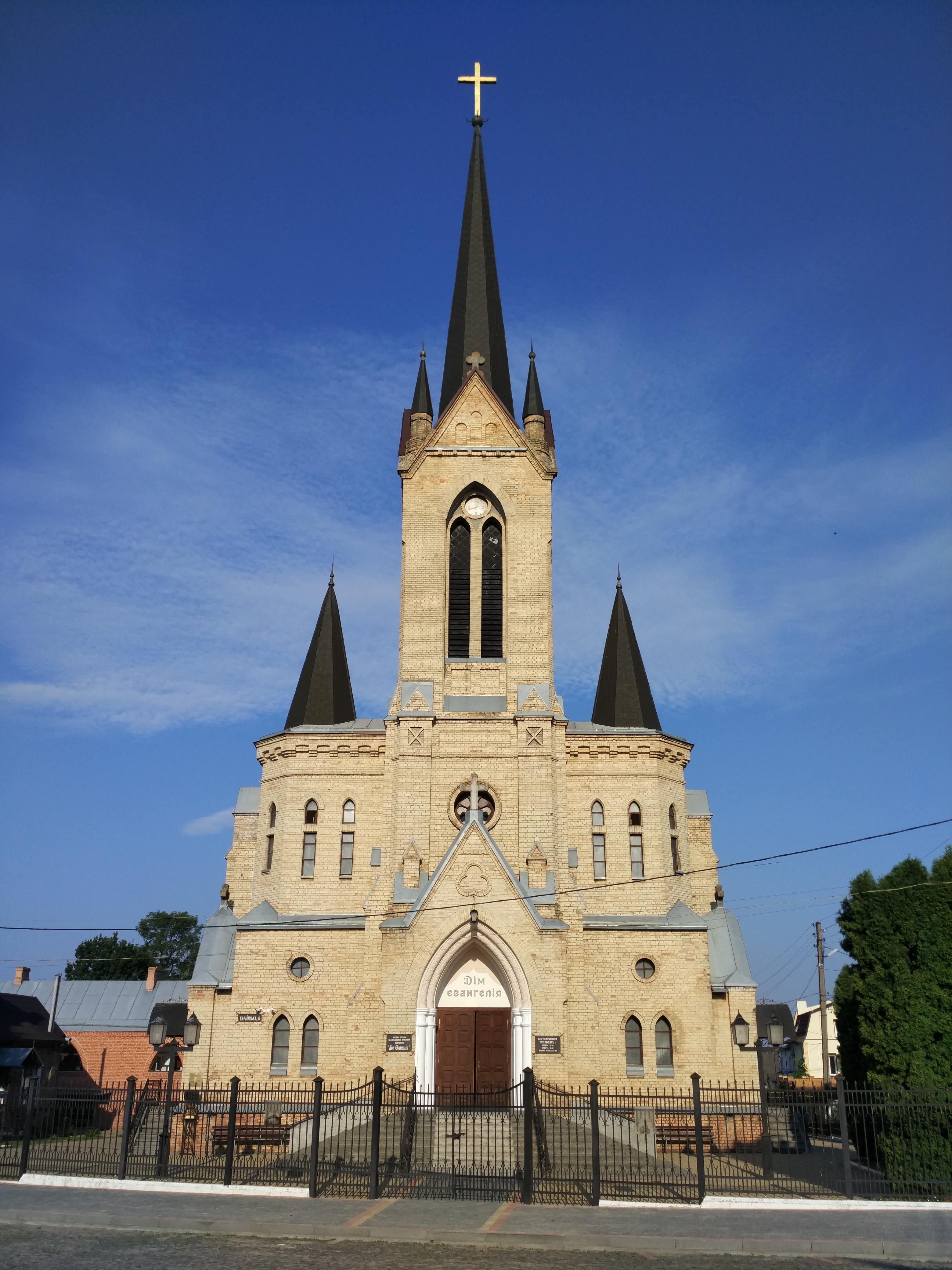
Лютеранская кирха со стороны бывшей Караимской площади (другие изображения).
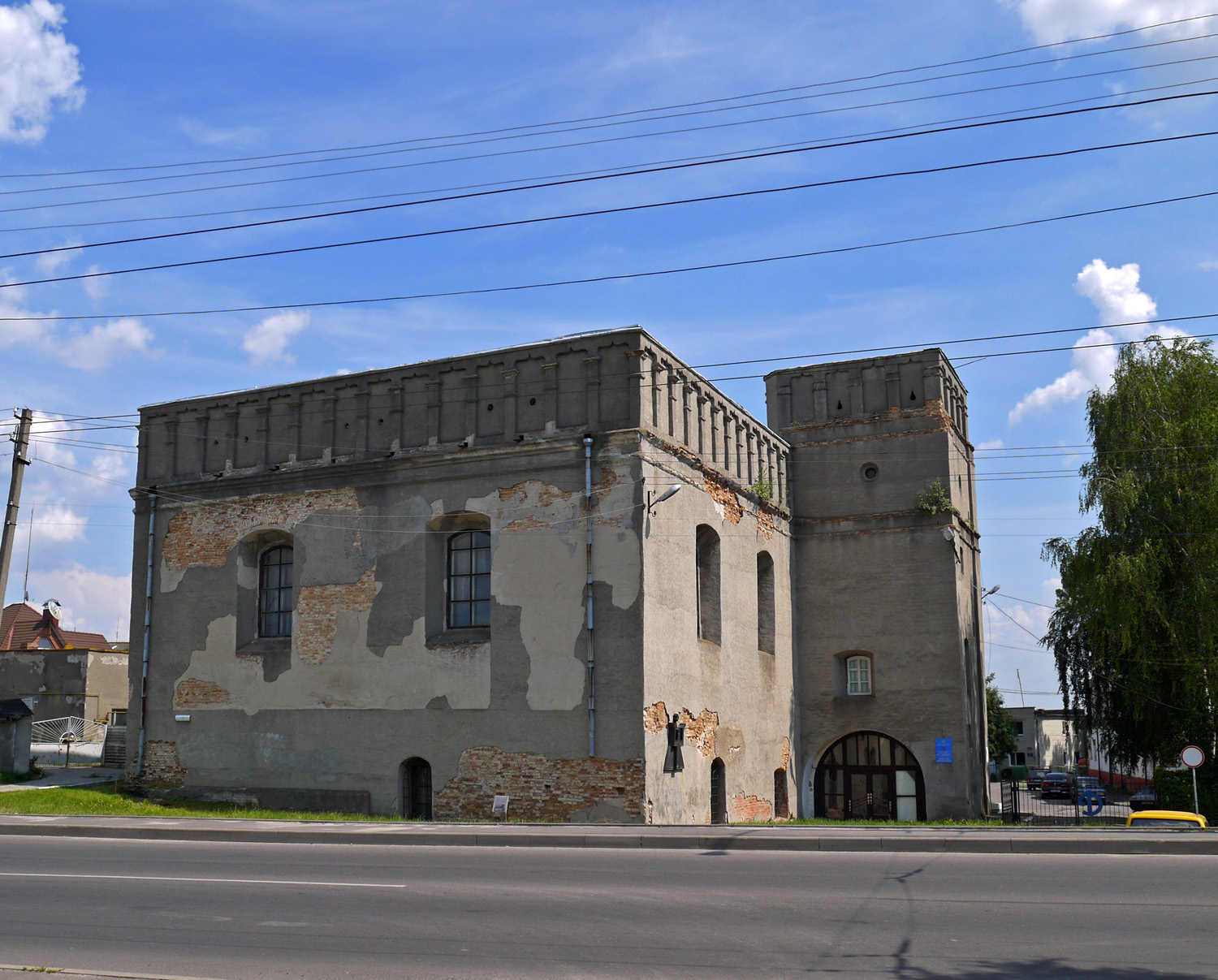
Большая хоральная синагога напротив окончания Караимской улицы (другие изображения).